# Blažič
Blažič je 124. najbolj pogost priimek v Sloveniji, ki ga je po podatkih Statističnega urada Republike Slovenije na dan 31. decembra 2007 uporabljalo 1.186 oseb.

## Znani nosilci priimka
- Ana Blažič, pedagoginja, novomeška visoka šolnica
- Blaž Blažič, ornitolog
- Borka Jerman Blažič (*1947), računalničarka, univ. prof.
- Borut Blažič (1964?—1987), filmski režiser
- Dušan Blažič, športni delavec, vodja alpskih smučarskih reprezentanc
- Franc Blažič (1829—1899), duhovnik, narodni buditelj in publicist
- Jaka Blažič (*1990), košarkar
- Luka Blažič, knjižničar (direktor Knjižnice Mirana Jarca Novo mesto)
- Marjan Blažič (*1947), matematik, fizik in pedagog, rektor Univerze v Novem mestu
- Miha Blažič - N´Toko (*1980), rap-glasbenik, producent, publicist, tekstopisec
- Miha Blažič (*1993), nogometaš
- Milena Mileva Blažić (*1956), literarna zgodovinarka, strok. za mladinsko književnost
- Mitja Blažič (*1974), novinar in aktivist LGBT
- Nataša Blažič (*1964), alpska smučarka
- Robert Blažič (*1974), častnik
- Sašo Blažič (*1971), elektrotehnik avtomatik
- Staša Blažič Gjura (1929—2014), arhitektka, konservatorka
- Viktor Blažič (1928—2014), novinar, publicist in politični zapornik
- Zana Fabjan Blažič, aktivistka